# André Nelis
André Nelis (Amberes, 29 de octubre de 1935-Amberes, 9 de diciembre de 2012) fue un deportista belga que compitió en vela en la clase Finn.
Participó en tres Juegos Olímpicos de Verano entre los años 1956 y 1964, obteniendo dos medallas, plata en Melbourne 1956 y bronce en Roma 1960. Ganó siete medallas en el Campeonato Mundial de Finn entre los años 1956 y 1962, y tres medallas en el Campeonato Europeo de Finn entre los años 1956 y 1960.

## Palmarés internacional
| Juegos Olímpicos   | Juegos Olímpicos          | Juegos Olímpicos  | Juegos Olímpicos |
| Año                | Lugar                     | Medalla           | Clase            |
| ------------------ | ------------------------- | ----------------- | ---------------- |
| 1956               | Melbourne (Australia)     | Medalla de plata  | Finn             |
| 1960               | Roma (Italia)             | Medalla de bronce | Finn             |
| Campeonato Mundial |                           |                   |                  |
| Año                | Lugar                     | Medalla           | Clase            |
| 1956               | Burnham (Reino Unido)     | Medalla de oro    | Finn             |
| 1957               | Karlstad (Suecia)         | Medalla de bronce | Finn             |
| 1958               | Zeebrugge (Bélgica)       | Medalla de plata  | Finn             |
| 1959               | Hellerup (Dinamarca)      | Medalla de plata  | Finn             |
| 1960               | Torquay (Reino Unido)     | Medalla de plata  | Finn             |
| 1961               | Travemünde (RFA)          | Medalla de oro    | Finn             |
| 1962               | Tønsberg (Noruega)        | Medalla de bronce | Finn             |
| Campeonato Europeo |                           |                   |                  |
| Año                | Lugar                     | Medalla           | Clase            |
| 1956               | Loosdrecht (Países Bajos) | Medalla de bronce | Finn             |
| 1957               | Nápoles (Italia)          | Medalla de oro    | Finn             |
| 1960               | Ostende (Bélgica)         | Medalla de bronce | Finn             |